# رودریگو کاسترو
رودریگو کاسترو (به انگلیسی: Rodrigo Castro) (زادهٔ ۲۱ دسامبر ۱۹۷۸) شناگر اهل برزیل است.